# Tragopaner
Tragopaner (Tragopan) är ett släkte med fåglar i familjen fasanfåglar inom ordningen hönsfåglar. Släktet tragopaner omfattar fem arter:
- Västlig tragopan (T. melanocephalus)
- Satyrtragopan (T. satyra)
- Gråbukig tragopan (T. blythii)
- Prakttragopan (T. temminckii)
- Fujiantragopan (T. caboti)